# Rexhep Meidani
Rexhep Meidani (albanès: Rexhep Qemal Mejdani)  (Tirana, 17 d'agost de 1944) és un físic, professor, diplomàtic i polític albanès. Meidani va ser el president d'Albània de 1997 a 2002, i el segon a ser elegit després de les primeres eleccions multipartidistes de 1991.

## Biografia
Es va graduar de la Universitat de Tirana (1966), Facultat de Ciències Exactes i Naturals, en la Subdivisió de Física, i va realitzar amb èxit estudis de postgrau a la Universitat de Caen (França) (1974). Pel que respecta a l'esfera professional, Meidani va treballar com a professor, president del departament i més tard com a Degà de la Facultat de Ciències Exactes i Naturals (1966-1996). Durant aquest lapse de temps, Meidani va publicar una sèrie d'estudis, llibres i articles científics, dins i fora d'Albània. Junt amb Eqrem Cabej i Nelson Cabej, Meidani és considerat com un dels principals acadèmics al país.
La seva carrera política va començar en la dècada de 1990. Va ser president de la Comissió Electoral Central en les primeres eleccions multipartidistes el 1991 i membre del Consell Presidencial (1991). De 1992 a 1996 va presidir també de la Junta Directiva del Centre Albanès de Drets Humans. El 1996 es va incorporar al Partit Socialista d'Albània i va ser elegit el seu Secretari General (1996-1997).
En les eleccions parlamentàries de juny de 1997, Meidani va ser elegit membre de l'Assemblea de la República d'Albània (parlament). Després de les eleccions, guanyades per la coalició d'esquerra i encapçalada pel Partit Socialista, el 24 de juliol de 1997, l'Assemblea el va elegir President de la República, succeint Sali Berisha. El 2002 va abandonar la Presidència, ocupant-la Alfred Moisiu. Després d'acabar el seu mandat en el Partit Socialista, es va incorporar al Club de Madrid.